# Pallacanestro ai Giochi della III Olimpiade
Il torneo di pallacanestro ai Giochi della III Olimpiade fu il primo evento cestistico nella storia dei Giochi olimpici. Venne disputato l'11 e il 12 luglio 1904 a Saint Louis (Missouri).
Si trattò di un torneo a scopo puramente dimostrativo; la pallacanestro divenne infatti ufficialmente uno sport olimpico ai Giochi di Berlino 1936.

## Risultati
Secondo la guida Spalding redatta da James E. Sullivan, il torneo fu diviso in tre categorie: 
- Olympic World's Basket Ball Championships, riservato a squadre di amatori;
- Olympic College Basketball Championship, riservato a squadre di college;
- Public Schools Athletic League Basketball, riservato a squadre delle high school e delle scuole elementari.

### Olympic World's Basket Ball Championships

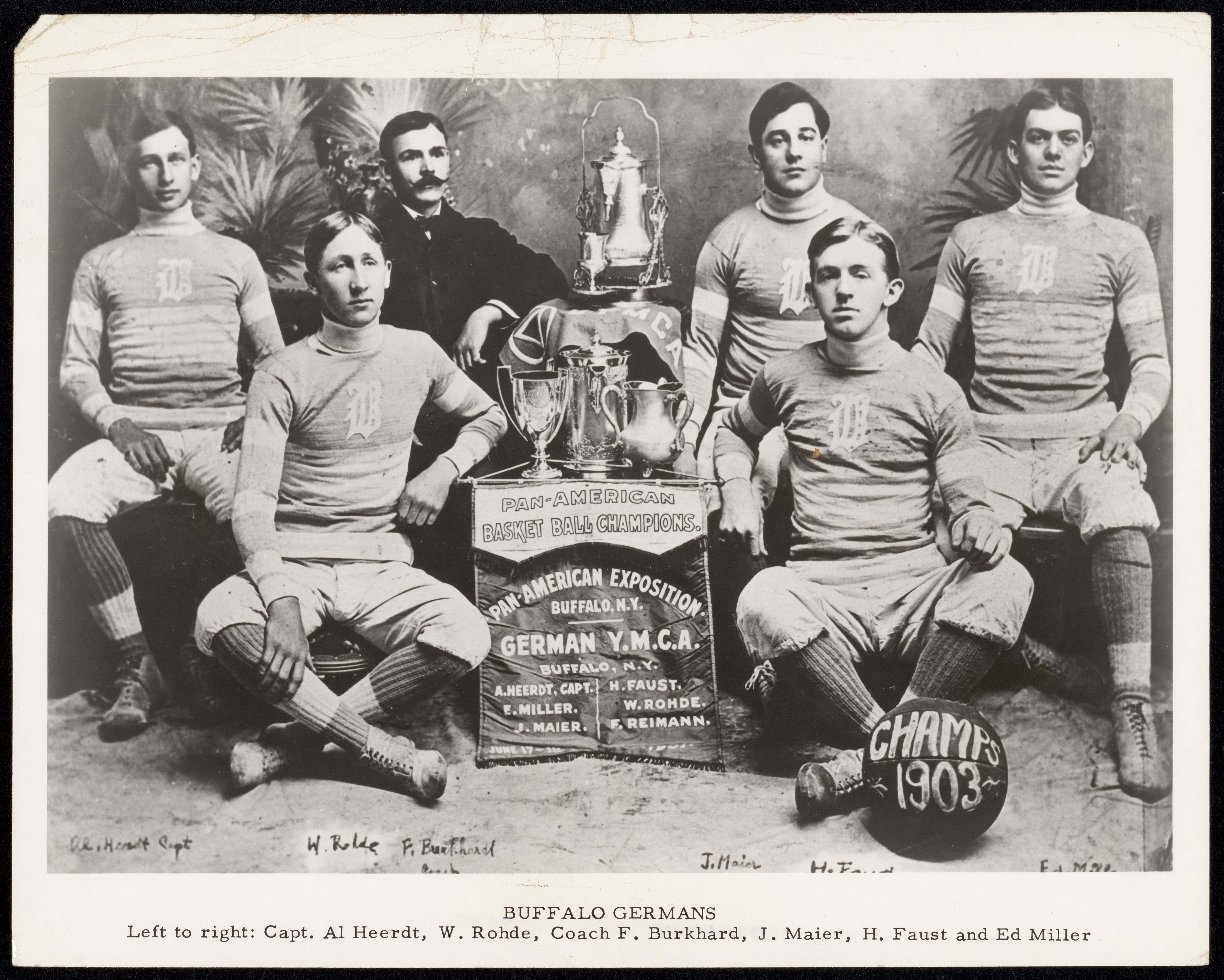
La squadra dei Buffalo Germans.

### Olympic World's Basket Ball Championships[3]
| Pos. | Squadra                             |
| ---- | ----------------------------------- |
| 1.   | Buffalo Germans YMCA, Chicago       |
| 2.   | Chicago Central YMCA, Chicago       |
| 3.   | Xavier Athletic Club, New York      |
| 4.   | St. Louis Central YMCA, Saint Louis |
| 5.   | Turner Tigers, Los Angeles          |
| 6.   | Missouri Athletic Club, Saint Louis |

#### Risultati
| St. Louis | Buffalo Germans YMCA | 77 – 6 | Turner Tigers |  |

| St. Louis | Buffalo Germans YMCA | 36 – 28 | Xavier Athletic Club |  |

| St. Louis | Buffalo Germans YMCA | 105 – 50 | St. Louis Central YMCA |  |

| St. Louis | Chicago Central YMCA | 56 – 15 | Xavier Athletic Club |  |

| St. Louis | Chicago Central YMCA | 2 – 0 | Turner Tigers |  |

| St. Louis | Chicago Central YMCA | 2 – 0 | Missouri Athletic Club |  |

| St. Louis | Missouri Athletic Club | 39 – 37 | Xavier Athletic Club |  |

| St. Louis | St. Louis Central YMCA | 24 – 12 | Turner Tigers |  |

| St. Louis | Buffalo Germans YMCA | 39 – 28 | Chicago Central YMCA |  |

| St. Louis | Buffalo Germans YMCA | 97 – 8 | Missouri Athletic Club |  |

| St. Louis | Chicago Central YMCA | 2 – 0 | St. Louis Central YMCA |  |

| St. Louis | Missouri Athletic Club | 2 – 0 | Turner Tigers |  |

| St. Louis | St. Louis Central YMCA | 2 – 0 | Xavier Athletic Club |  |

### Olympic College Basketball Championship
| Pos. | Squadra                                      |
| ---- | -------------------------------------------- |
| 1.   | Hiram College, Hiram                         |
| 2.   | Wheaton College, Wheaton                     |
| 3.   | Latter Day Saints University, Salt Lake City |

#### Risultati
| St. Louis | Hiram College | 23 – 20 | Wheaton College |  |

| St. Louis | Wheaton College | 40 – 35 | Latter Day Saints University |  |

| St. Louis | Hiram College | 25 – 18 | Latter Day Saints University |  |

### Public Schools Athletic League Basketball

#### High schools
| Pos. | Squadra       | V | P |
| ---- | ------------- | - | - |
| 1.   | New York      | 3 | 0 |
| 2.   | Chicago       | 2 | 1 |
| 3.   | Saint Louis   | 1 | 2 |
| 4.   | San Francisco | 0 | 3 |

#### Elementary schools
| Pos. | Squadra       | V | P |
| ---- | ------------- | - | - |
| 1.   | New York      | 2 | 0 |
| 2.   | Chicago       | 1 | 1 |
| 3.   | San Francisco | 0 | 2 |